# چوتا پاتار کار
چوتا پاتار کار (به لاتین: Chhota Patar Char) یک منطقهٔ مسکونی در بنگلادش است که در ناحیه باریسال واقع شده‌است.